# 변영섭
변영섭(邊英燮, 1951년 3월 22일 ~ )은 고려대학교 고고미술사학과 교수이며, 대한민국의 제7대 문화재청장을 지냈다. 경상북도 봉화군 출신이다.

## 학력
- 1971년: 이화여자대학교 사학 학사
- 1973년: 이화여자대학교 대학원 사학 석사
- 1987년: 이화여자대학교 대학원 사학 박사

## 경력
- 1991.03 ~ 2013.03: 이화여자대학교 강사
- 1991.03 ~ 2013.03: 서울여자대학교 강사
- 1991.03 ~ 2013.03: 고려대학교 고고미술사학과 교수
- 1991.03 ~ 2013.03: 한국미술사학회 정회원
- 1991.03 ~ 2013.03: 한국미술사교육연구회 정회원
- 1991.03 ~ 2013.03: 한국고대학회 평생회원
- 1993.08 ~ 1994.07: 한국미술사학교육연구회장
- 1994.03 ~ 1996.02: 한국미술사학회 학술이사
- 1994.09 ~ 2001.10: 충청북도 문화재위원회 전문위원
- 1995.05 ~ 2000.04: 서울특별시 문화재위원회 위원
- 2002 ~ 2003: 한국미술사학회장
- 2003 ~ 2005: 문화재청 문화재위원회 전문위원
- 2009.10 ~ 2012.10: 국사편찬위원회 위원
- 2013.03 ~ 2013.11: 제7대 문화재청장
- 2016: 고려대학교 인문대학 고고미술사학과 명예교수
- 2017.03 ~ : 고려대학교 문화스포츠대학 문화유산융합학부 명예교수

| 전임 김찬 | 제7대 문화재청장 2013년 3월 18일 ~ 2013년 11월 15일 | 후임 박영대 (직무대행) |